# Fernand Dumas

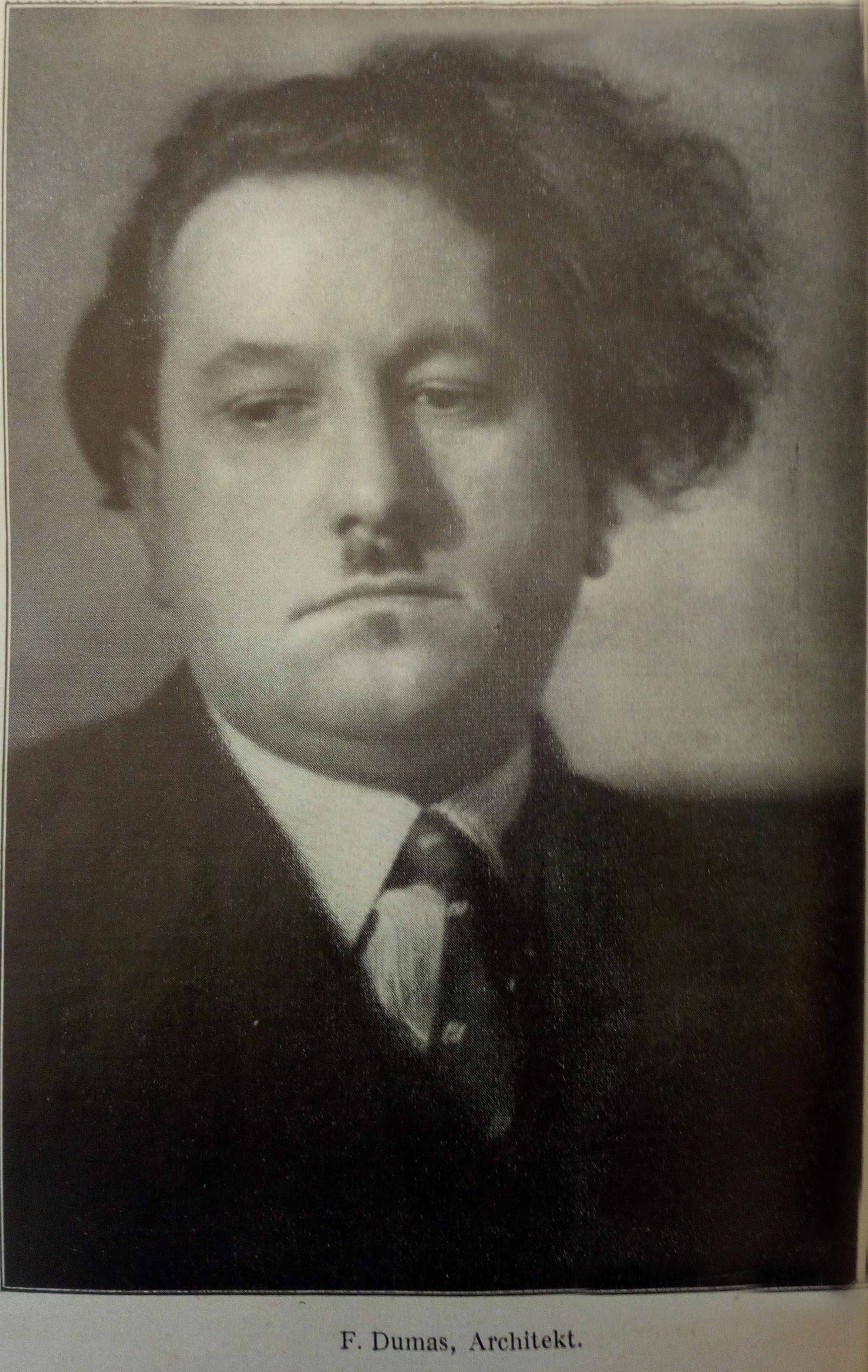
Fernand Dumas, 1933

Fernand Dumas (* 4. Januar 1892 in Moudon; † 20. Oktober 1956 in Locarno) war ein Schweizer Architekt.

## Ausbildung und Leben
Der aus einer Handwerkerfamilie stammende Dumas erhielt seine Ausbildung bei Joseph Troller am Technikum in Freiburg im Üechtland. Nachdem er zunächst in leitender Funktion in einer Munitionsfabrik in Romont gearbeitet hatte,  baute er 1918 bis 1919 die Kapelle Saint-Anne in seinem Bürgerort Sommentier und begründete damit seine Karriere im Bereich der sakralen Architektur. Im Jahre 1922 eröffnete er sein eigenes Architekturbüro in Romont, in welches in den 1950er Jahren seine Söhne Jacques und Pierre einstiegen. Von 1951 bis 1956 war Dumas Mitglied der Eidgenössischen Kunstkommission.

## Wirken
Fernand Dumas arbeitete seit Mitte der 1920er Jahre eng mit der Groupe St-Luc zusammen, die sich 1919 mit dem Ziel formiert hatte, die sakrale Kunst zu erneuern und im Kirchenbau die Idee des Gesamtkunstwerks zu realisieren. Die Gruppen-Gründungsmitglieder Alexandre Cingria, Marcel Feuillat, Marcel Poncet und François Baud sorgten in zahlreichen Kirchenbauten Dumas' für die künstlerische Ausgestaltung, wichtig wurde auch die Zusammenarbeit mit Emilio Beretta, Willy Jordan und Gino Severini. Aloys Lauper bezeichnete Dumas zusammen mit Adolphe Guyonnet und Karl Moser als einer der drei führenden Meister der modernen religiösen Architektur in der Schweiz.
Ein Schwerpunkt von Dumas' Wirken lag im Kanton Freiburg, hier realisierte er Kirchenbauten in Semsales (erbaut 1922–1926, geweiht 1926), Echarlens (erbaut 1924–1926, geweiht 1927), Freiburg im Üechtland (Saint-Pierre, erbaut 1928–1933, geweiht 1935), Sorens (erbaut 1934–1935, geweiht 1935), Orsonnens (erbaut 1935–1936, geweiht 1936), Murist (erbaut 1937–1938, geweiht 1938), Bussy (erbaut 1937–1938, geweiht 1938) und Mézières (erbaut 1937–1938, geweiht 1939).
An Kirchbauten, die in anderen Kantonen der Schweiz realisiert wurden, sind die Kirche Notre-Dame de l’Assomption in Finhaut (erbaut 1927–1930), die Kirche St-Martin in Lutry (erbaut 1929–1930, geweiht 1930), die Kirche St. Marien in Bern (erbaut 1931–1932, geweiht 1933), die Kirche Saints Pierre et Paul in Fontenais (erbaut 1935), die Kirche St-Joseph in Travers (erbaut 1937–38, geweiht 1939) sowie die Kirche Notre-Dame-des-Neiges in Randogne (erbaut 1951–1952, zusammen mit seinem Sohn Pierre) zu nennen. Ausserhalb der Schweiz hat Dumas lediglich einen Kirchenbau im Gebiet des Territoire de Belfort realisiert, und zwar in Montreux-Château (geweiht 1953). Zusammen mit seinem Sohn Pierre entwarf er 1957 den Neubau der 1944 zerstörten Kirche in Suarce, ebenfalls im Territoire de Belfort gelegen. Realisiert wurde dieser Bau aber erst 1971.
Neben den genannten Neubauten zeichnete Dumas für zahlreiche Umbauten von Kirchen verantwortlich, etwa St-Sulpice in Siviriez (1931–1932), Notre-Dame du Valentin in Lausanne (1932–1933) oder St-Denis in Ménières.
Dumas' Name verbindet sich zudem mit dem Werk von Denis Honegger, beide Architekten bildeten ab 1937 eine Bürogemeinschaft. Diese erarbeitete die bei den entsprechenden Wettbewerben siegreichen Entwürfe für das Hauptgebäude "Miséricorde" der Universität Freiburg (erbaut 1938 bis 1941 mit Dumas als Bauleiter) und für die Kirche Christ-Roi in Freiburg im Üechtland (erbaut 1951–1954, geweiht 1954). Beide Gebäude sind jedoch eindeutig als alleinige Schöpfungen Honeggers anzusehen.

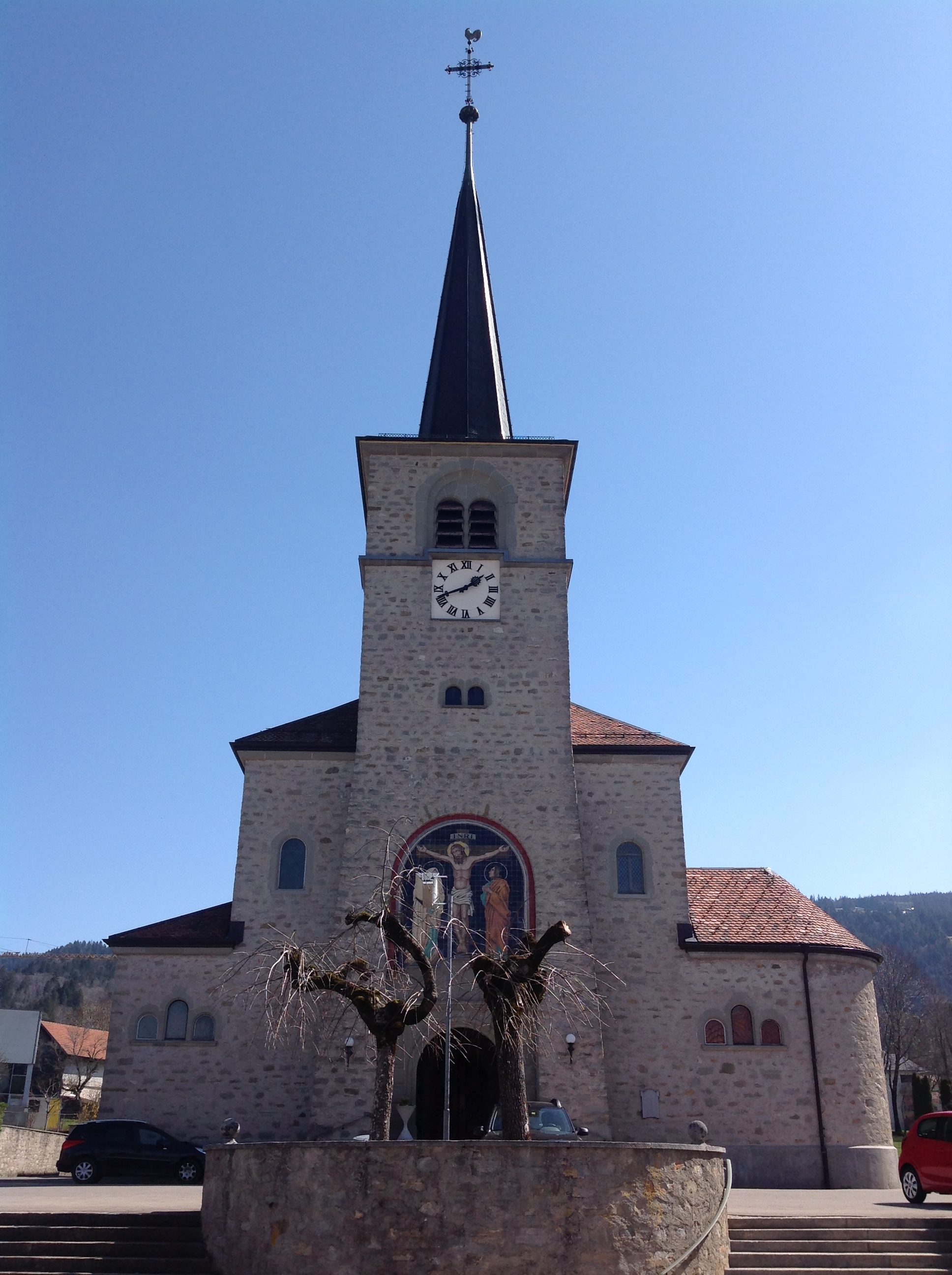
Kirche in Semsales
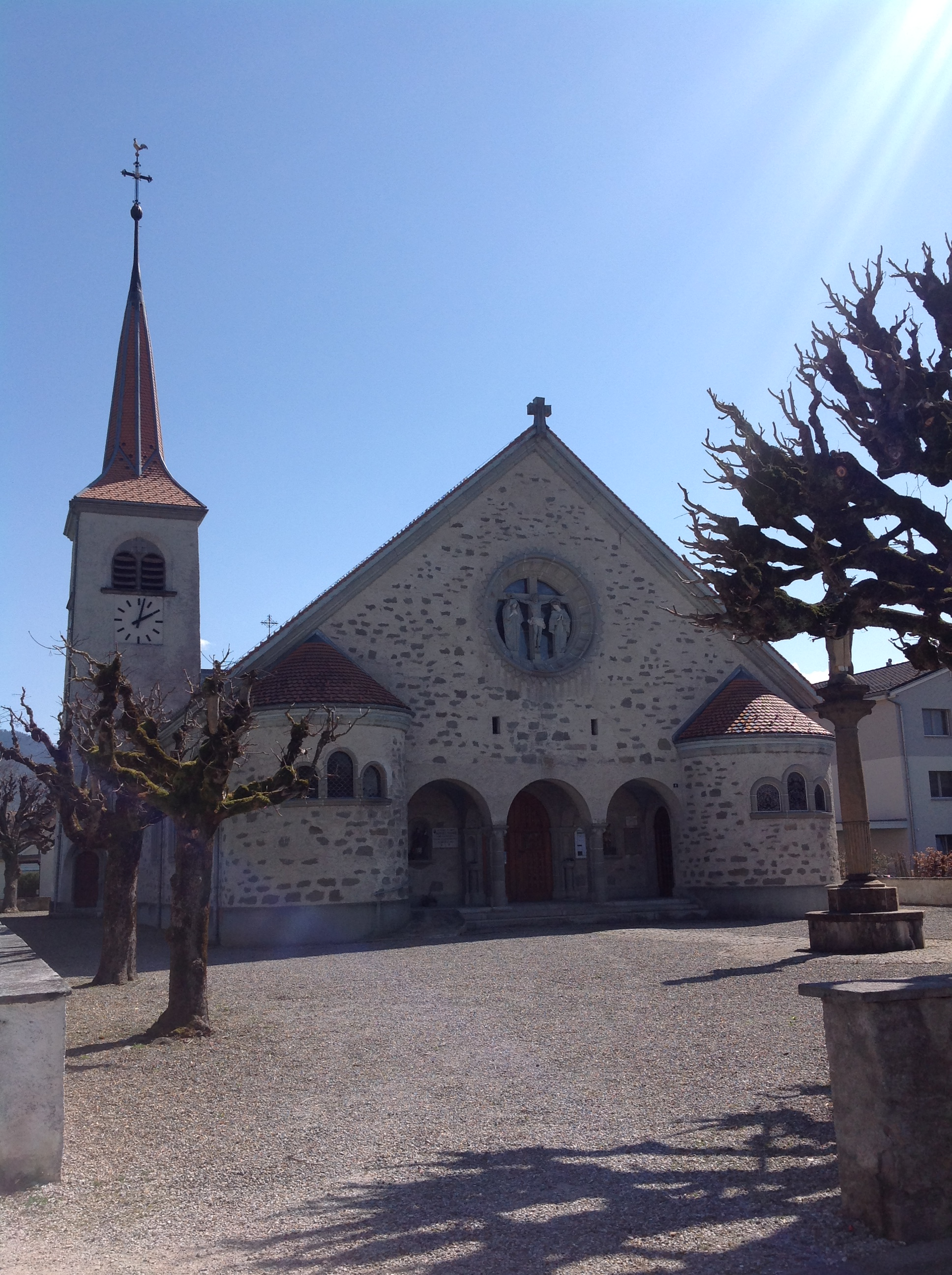
Kirche in Echarlens
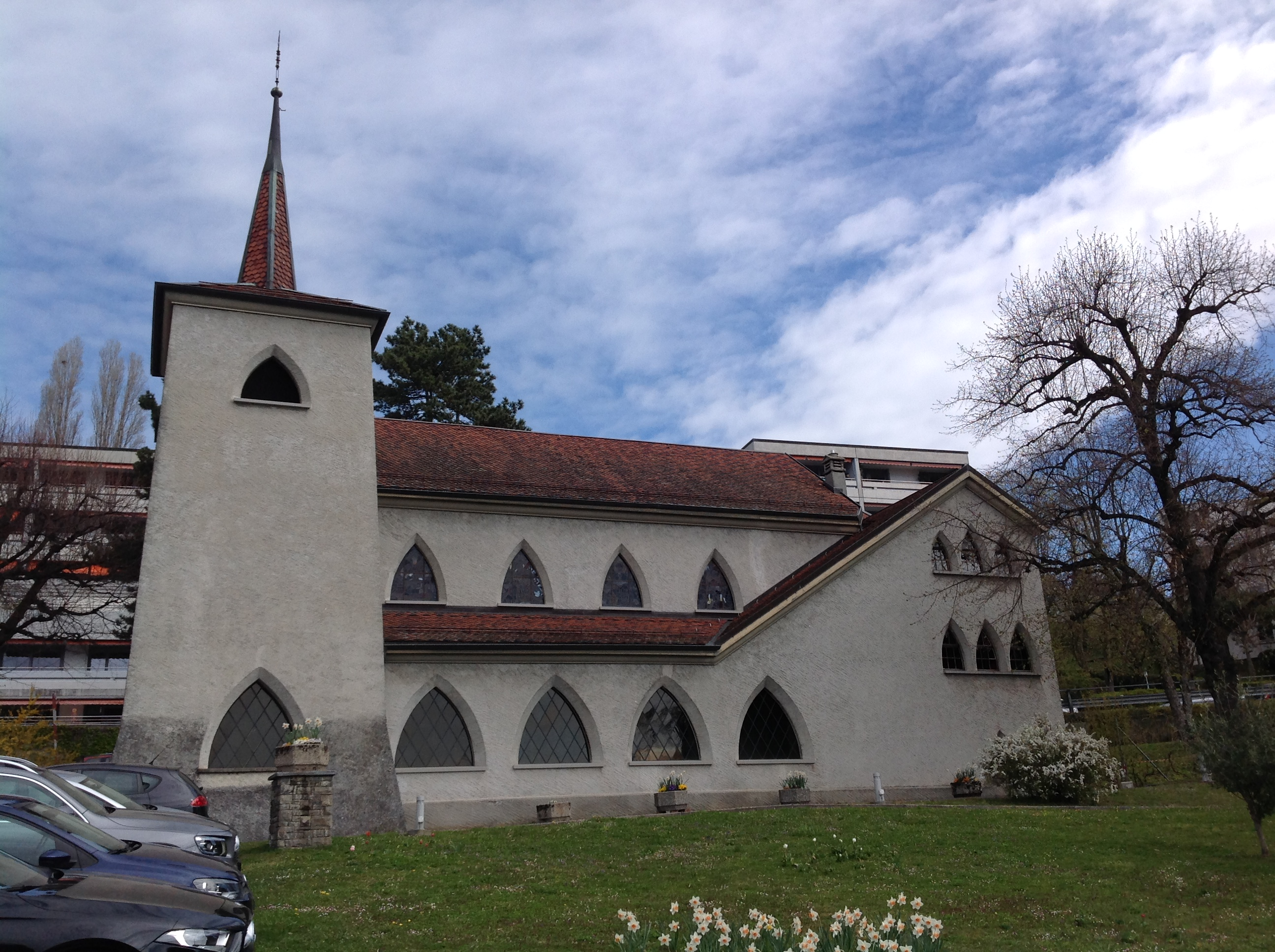
Kirche in Lutry
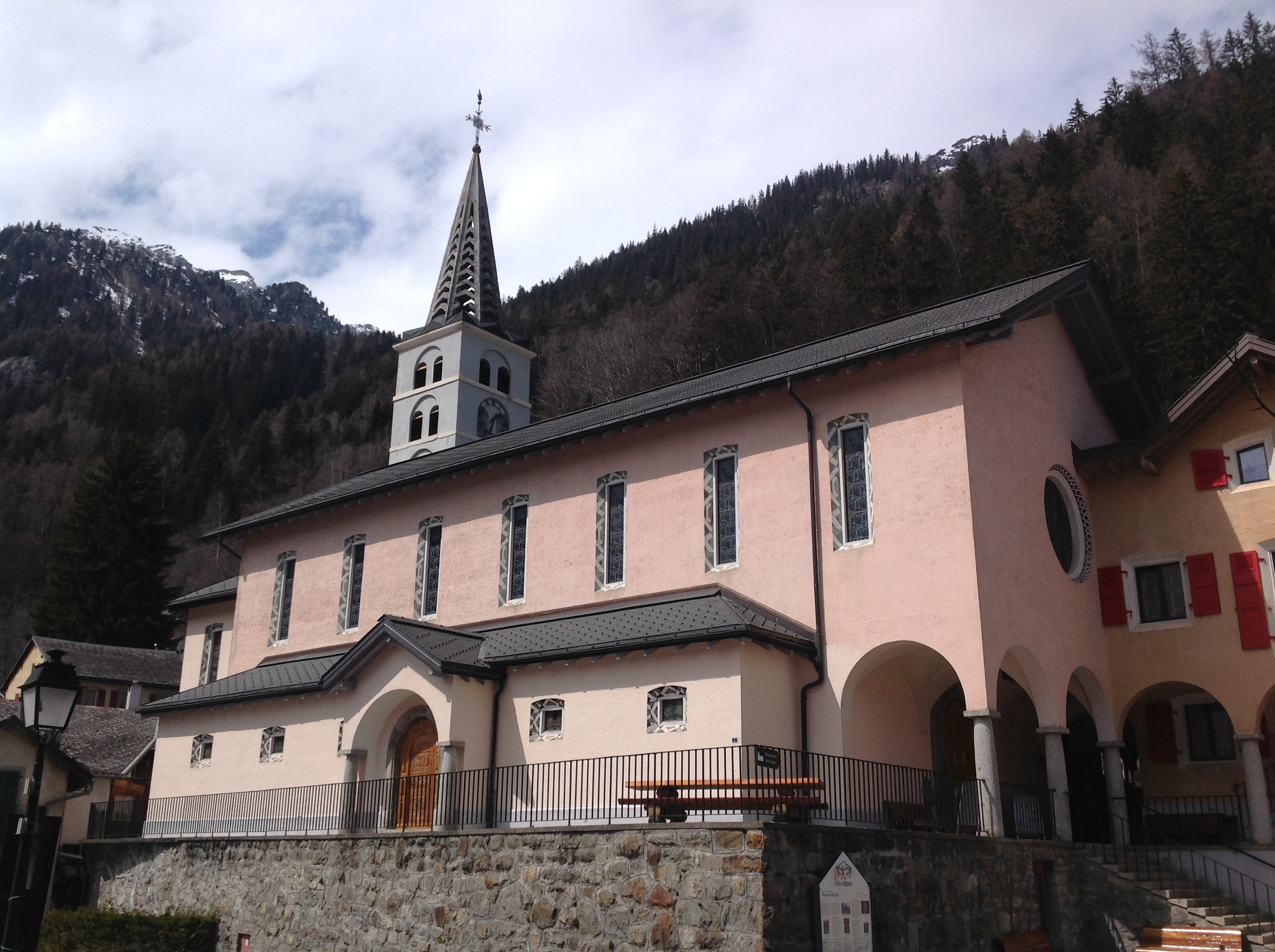
Kirche in Finhaut
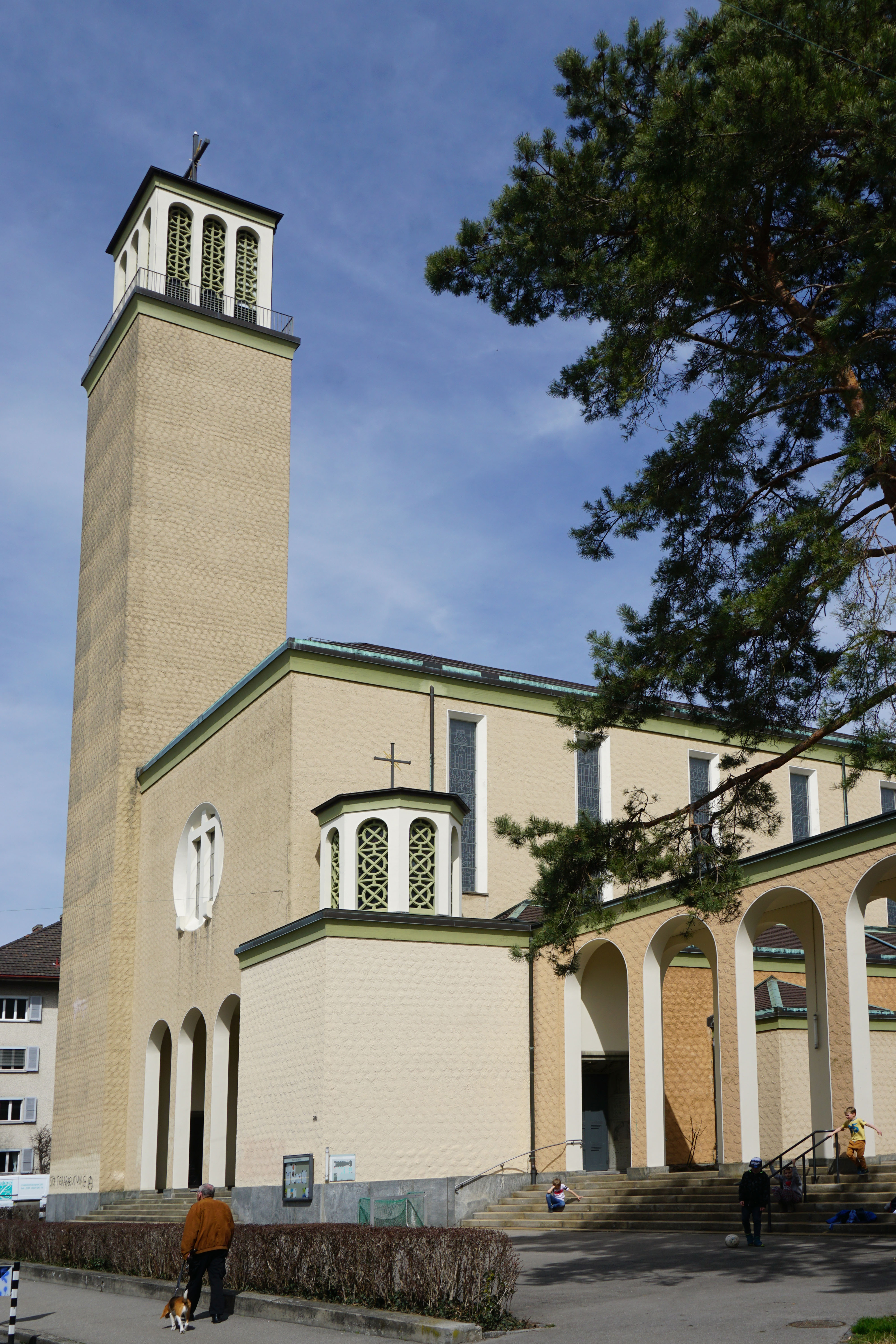
Kirche St. Marien in Bern
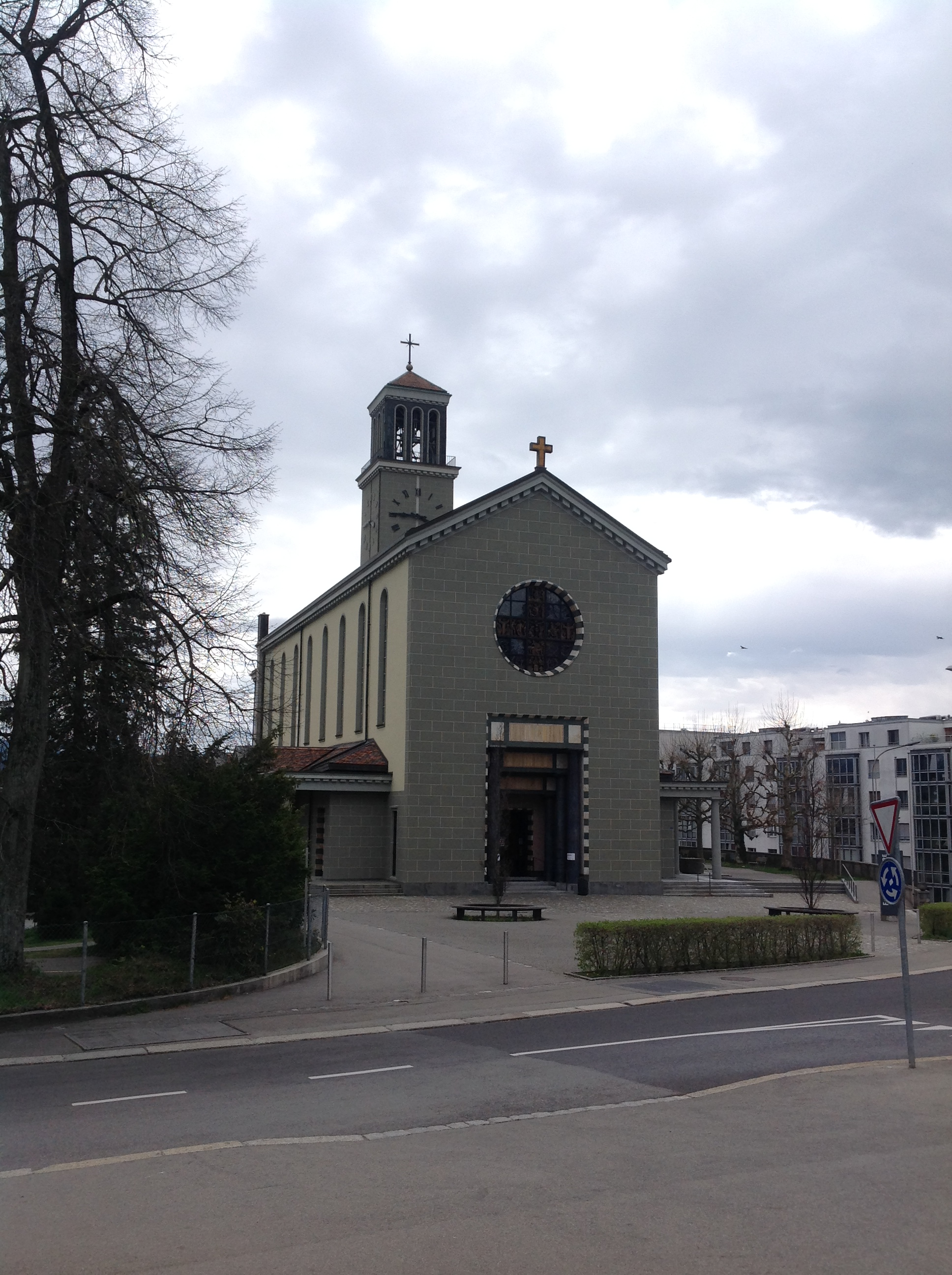
Kirche St-Pierre in Freiburg i.Ue.
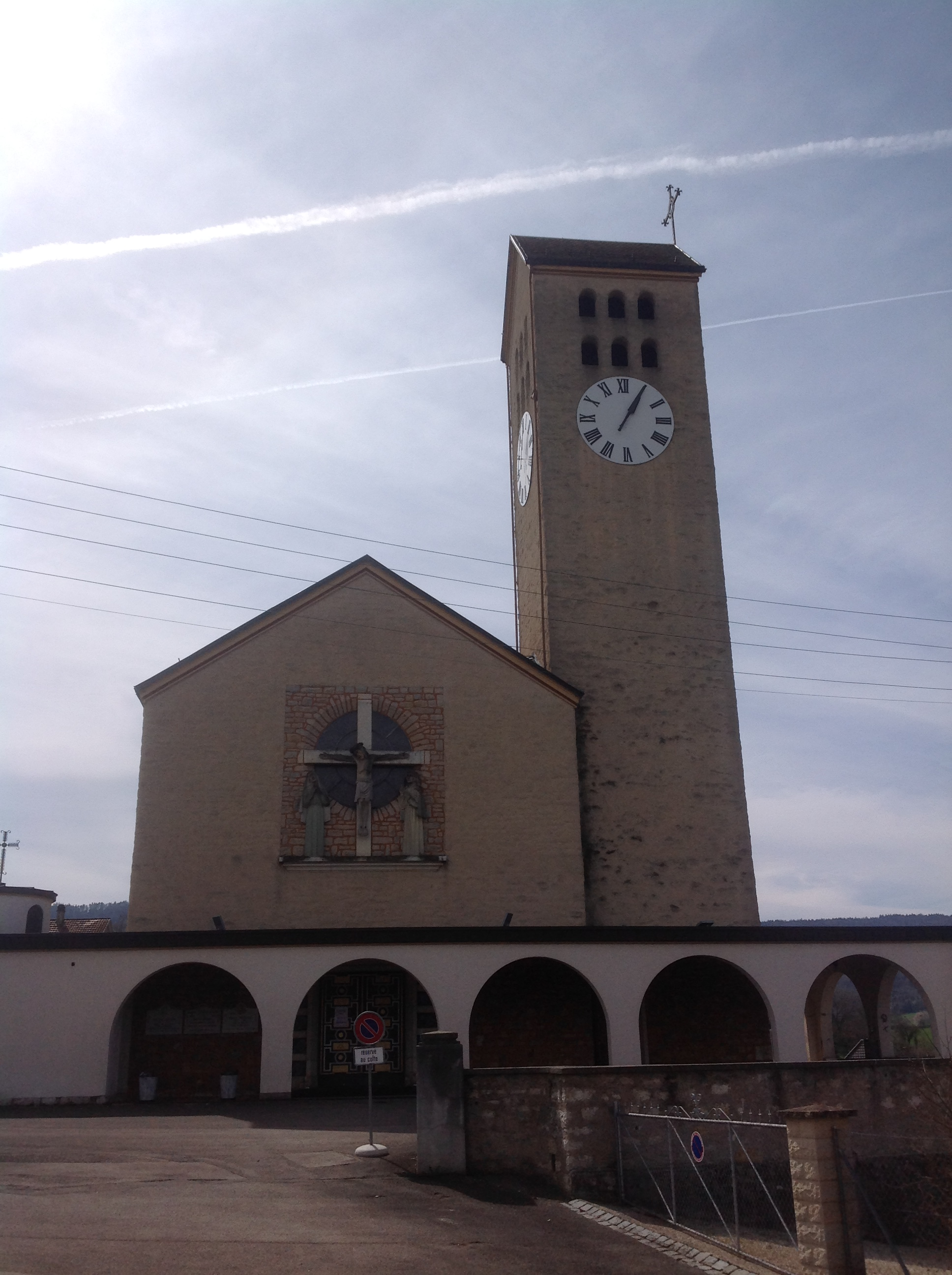
Kirche in Fontenais
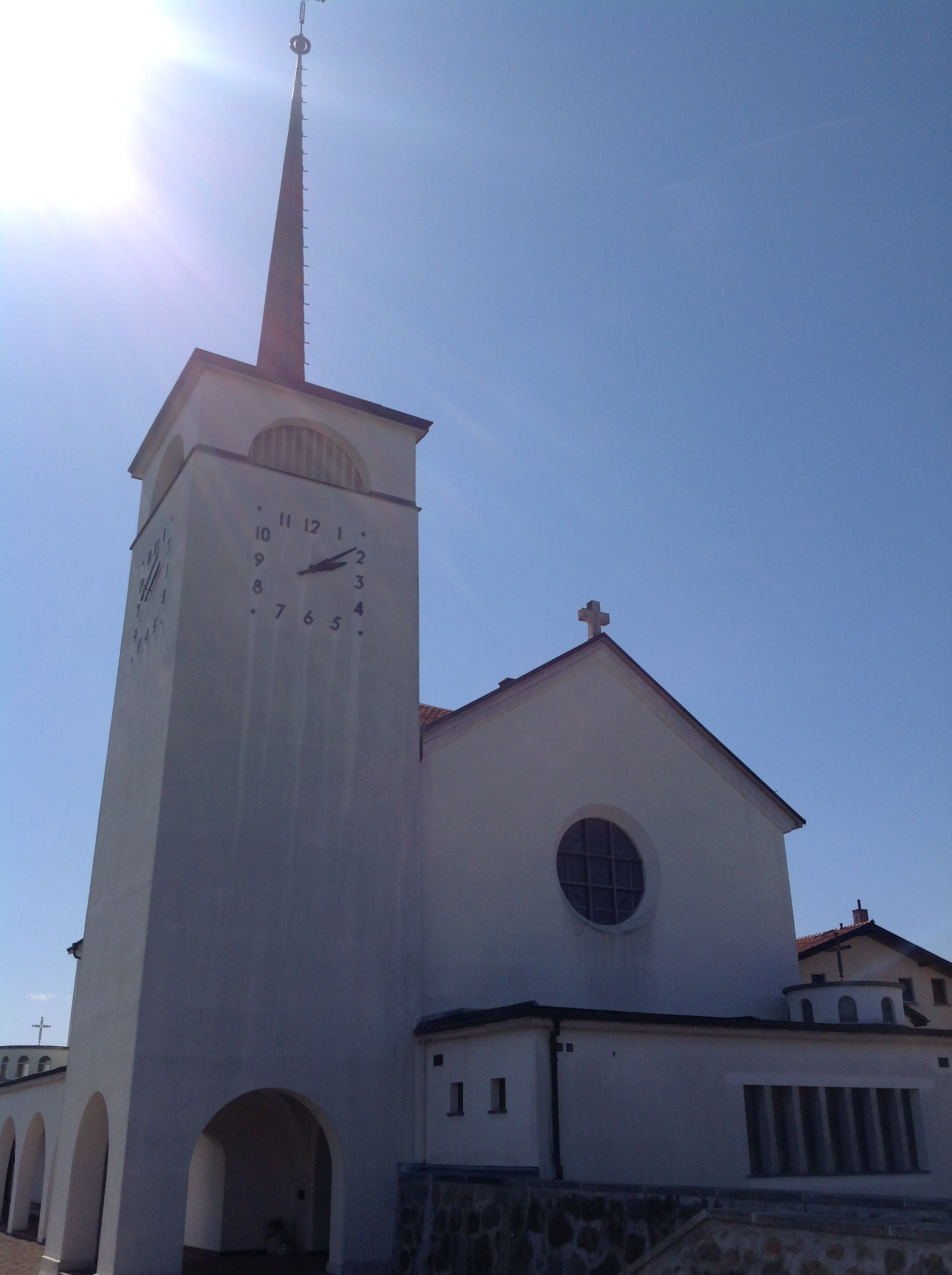
Kirche in Sorens
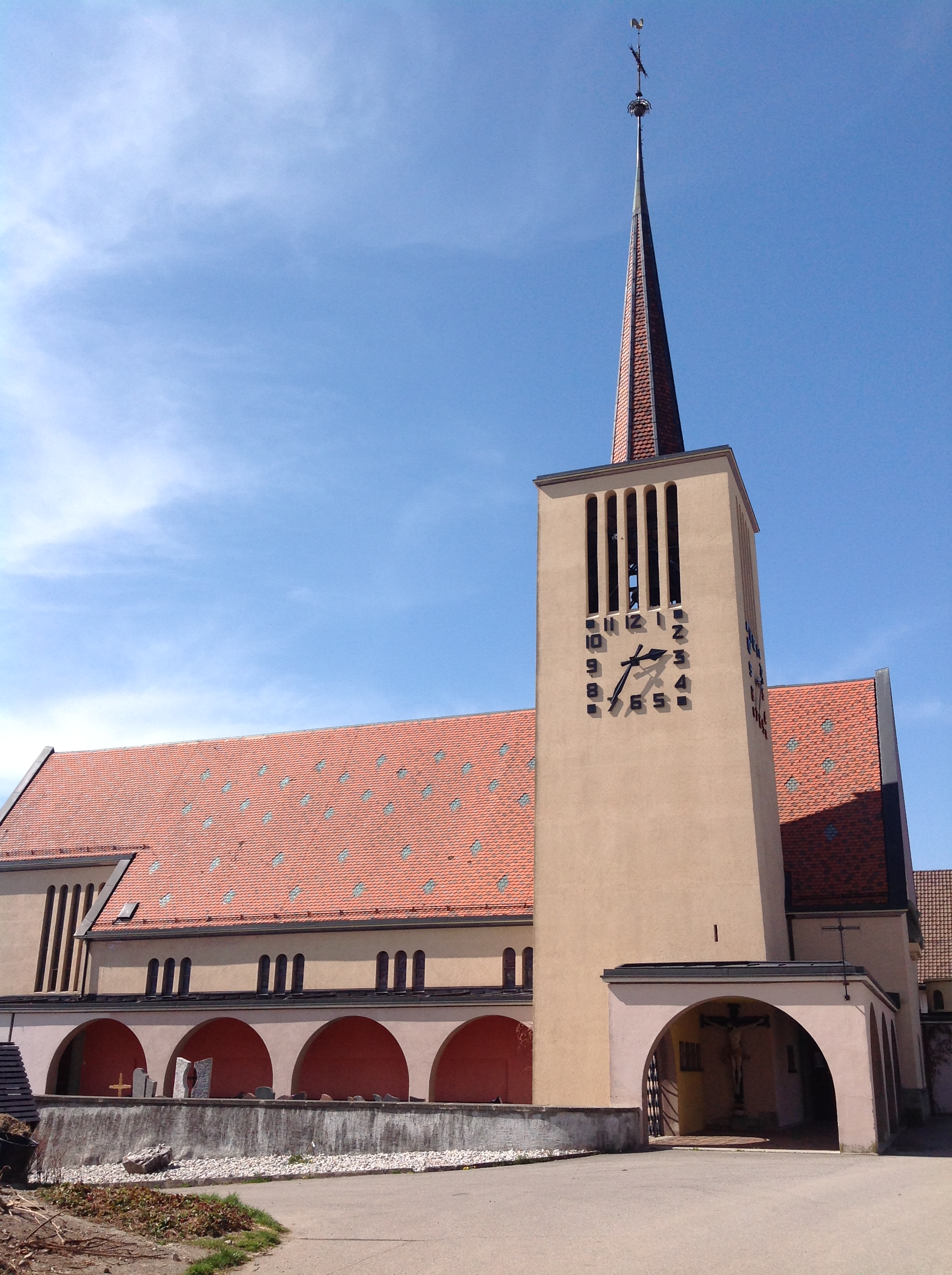
Kirche in Orsonnens
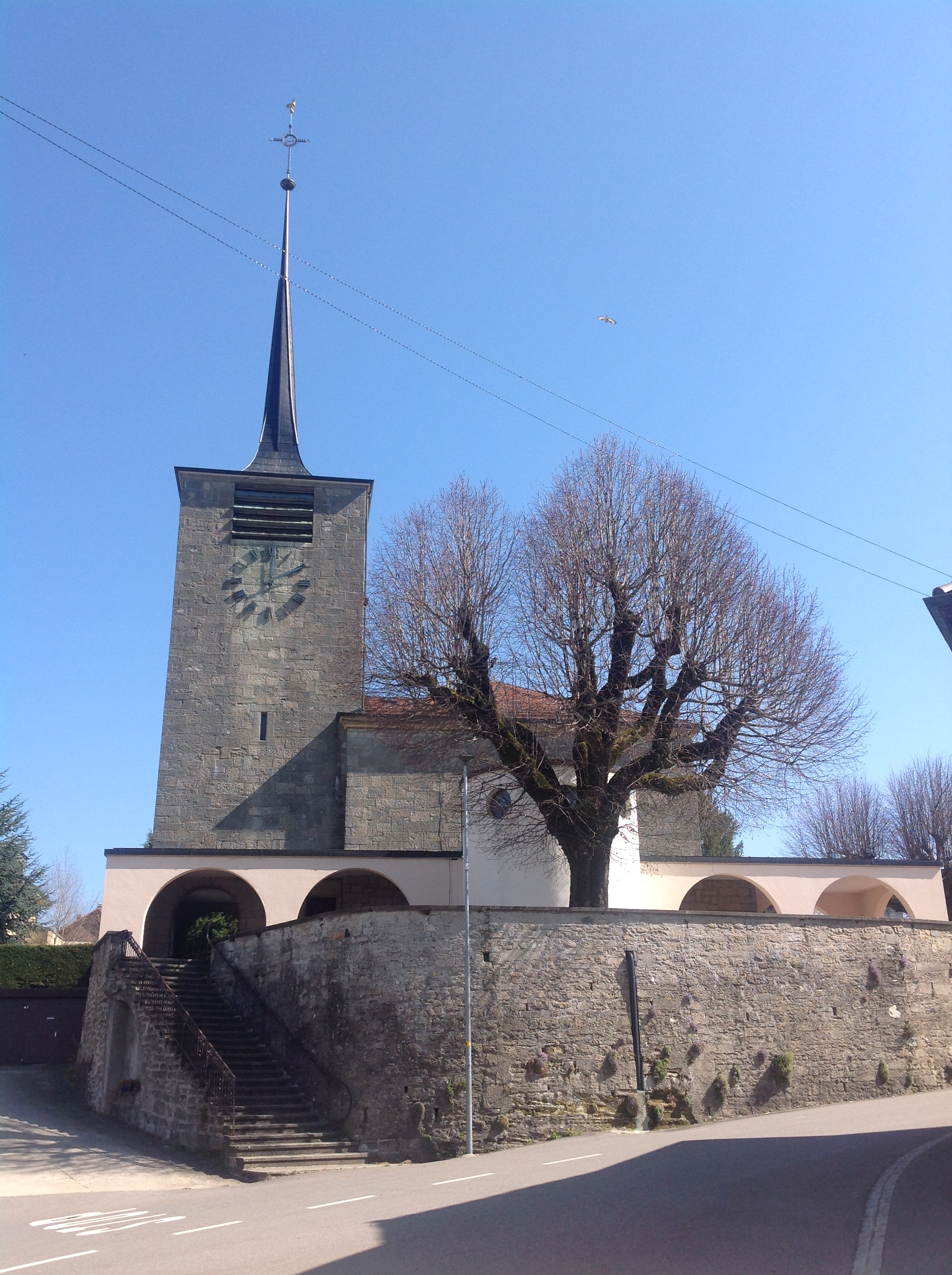
Kirche in Murist
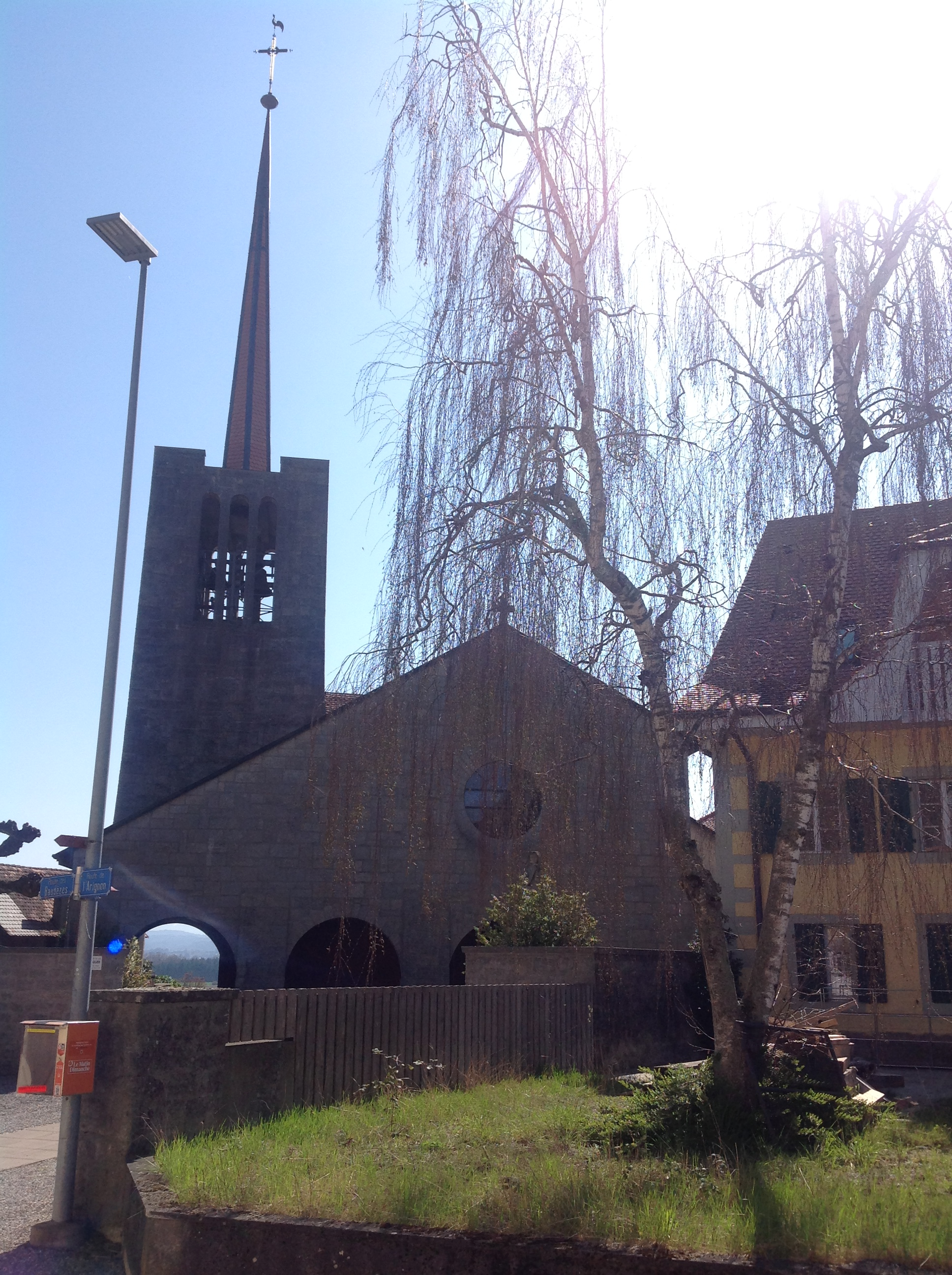
Kirche in Bussy
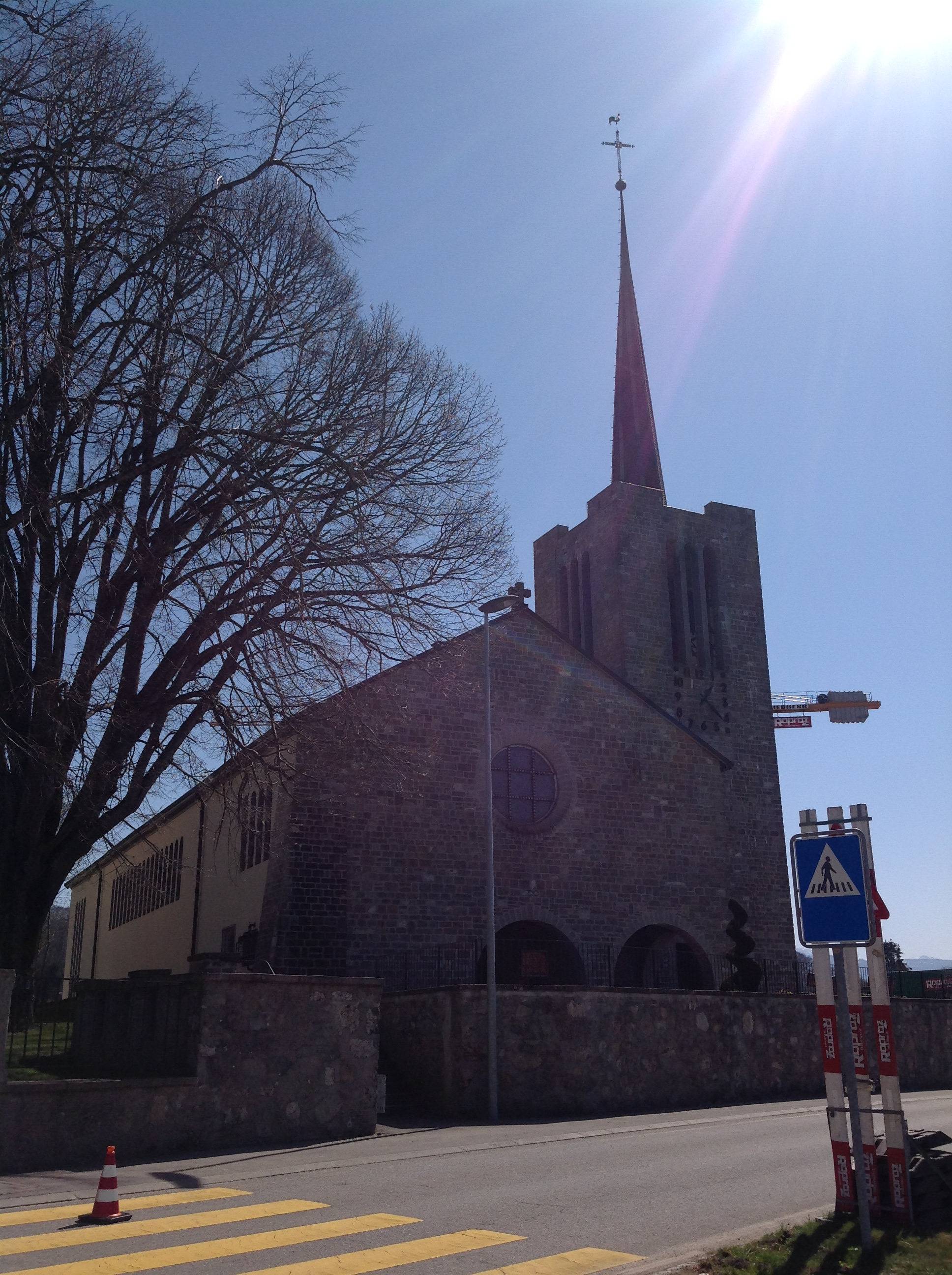
Kirche in Mézières
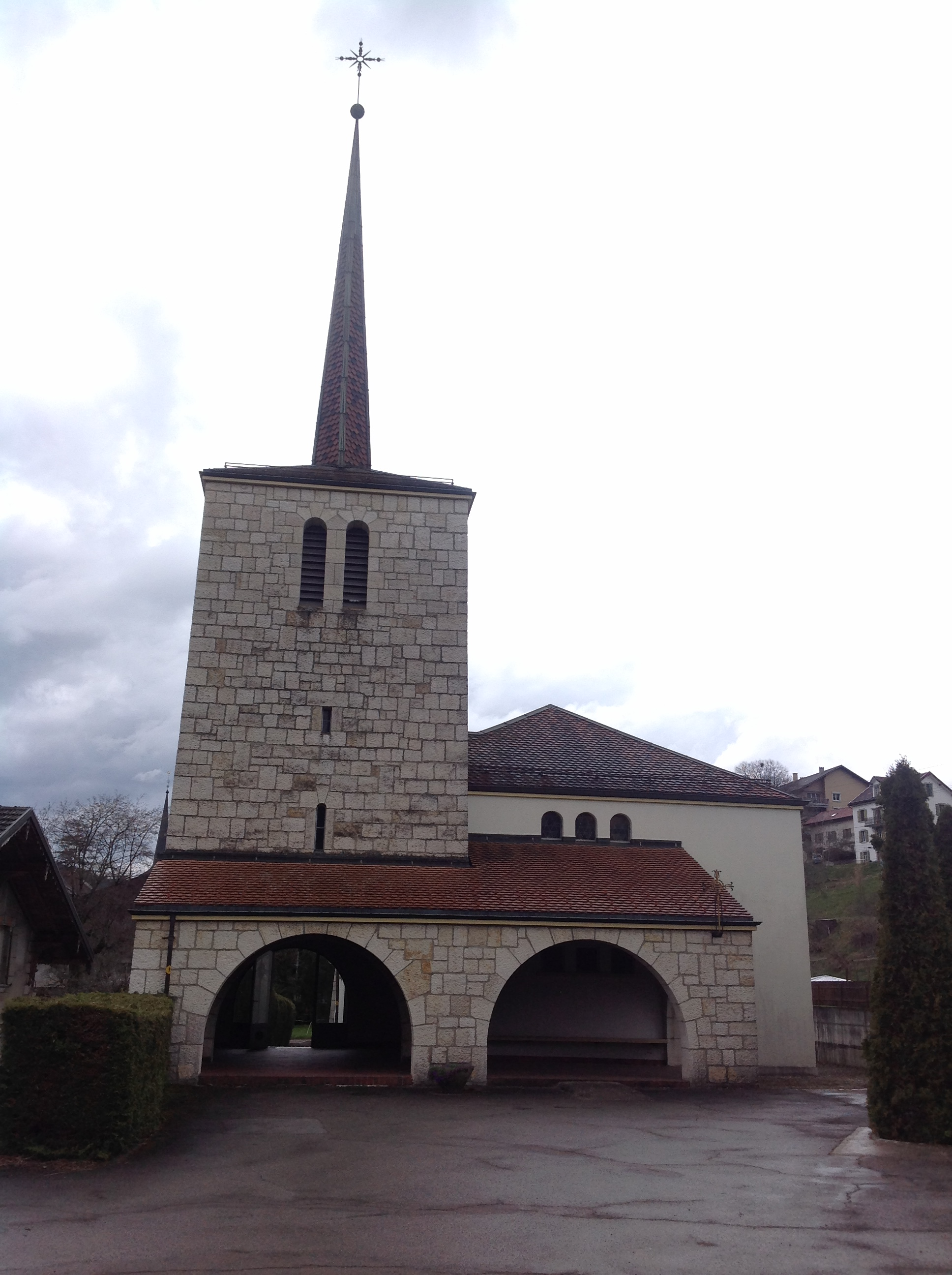
Kirche in Travers
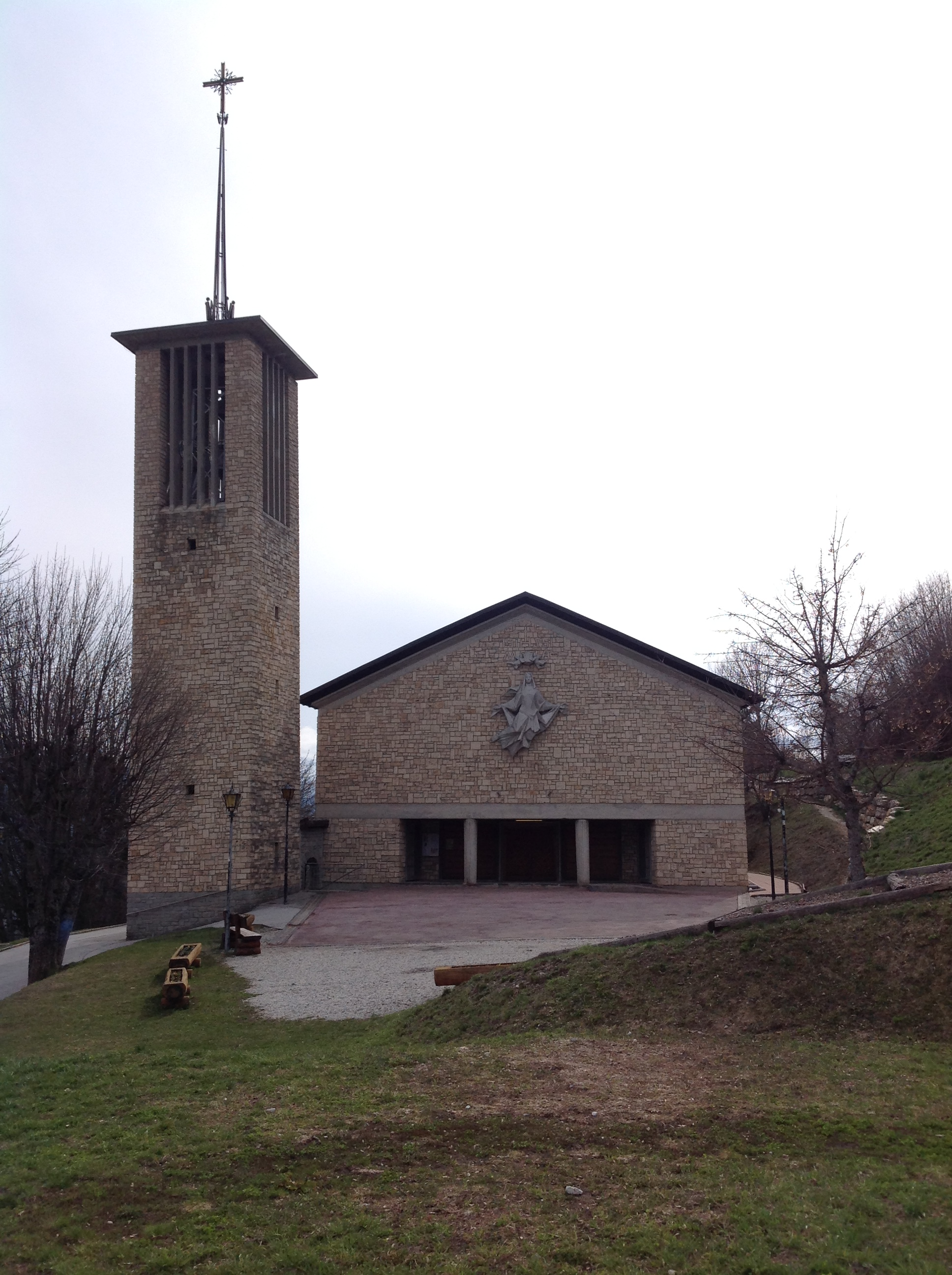
Kirche in Randogne
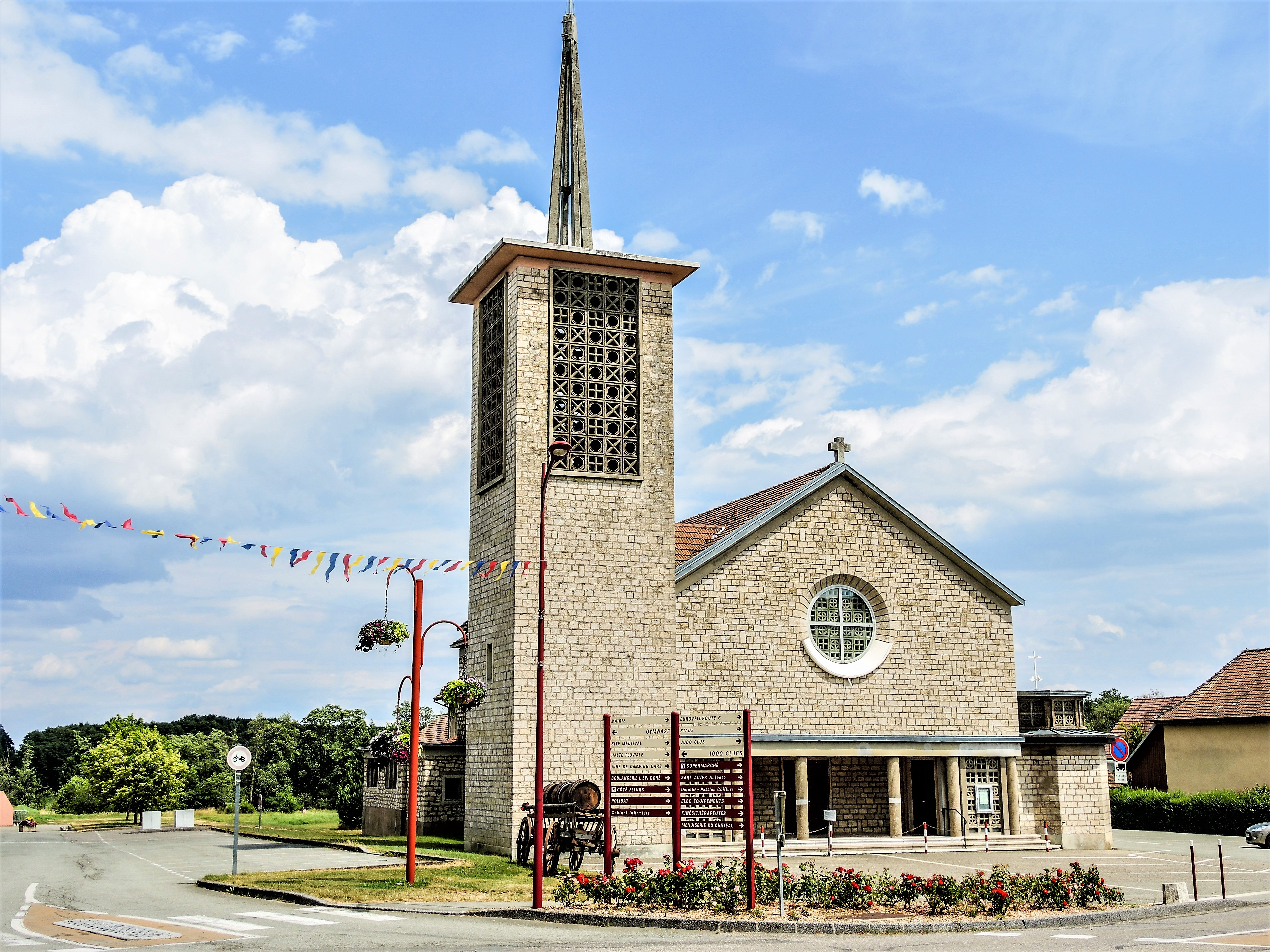
Kirche in Montreux-Château